# Никола Трайков
Никола Трайков Нарев с псевдоними Владо, Владимир и Зоти, Нункото, Пиетро е български революционер, дипломат, учен, историк, журналист, библиограф.

## Биография
Никола Трайков е роден в село Вранещица, Кичевско, днес в Северна Македония. Основното си образование получава в Битоля. Учи в местната българска гимназия. Влиза във Вътрешната македоно-одринска революционна организация и участва в обиколката на Алберт Сониксен в Македония. При разразилата се Лигушева афера от 1906 година участва в неуспешния опит да се ликвидира Петър Лигушев. Принуден е да замине за свободна България, където завършва софийската Първа мъжка гимназия. При избухването на Балканската война в 1912 година е доброволец в Македоно-одринското опълчение и служи в Нестроевата рота на 11 сярска дружина. През 1914 г. завършва Софийския университет, специалност славянска филология. Участва в Първата световна война.
След войните две години е гимназиален учител в Златица и в София, след което започва дипломатическа кариера. От 1921 година до 1940 работи в българските легации в Букурещ, Румъния (междувременно участва в Македонското братство в Румъния) и Атина, Гърция, а от 1940 до 1946 година – в министерството на външните работи в София.
От 1946 до 1958 година преподава новогръцки и румънски език в Софийския университет (1946-1958)., като същевременно е нещатен сътрудник на Института „Ботев-Левски“, който по-късно е включен като секция в Института по история към БАН.
Никола Трайков е баща на историка Веселин Трайков (1921-2011).

## Творчество
Още от 1911 година започва активно да се занимава с публицистика, което прави почти през целия си живот, като пише не само за български, но и за румънски и гръцки периодични издания. Успоредно с това Трайков има и исторически търсения, като изследва Българското възраждане и събира документи, свързани с известни български възрожденци - Георги Раковски, братя Миладинови, Софроний Врачански, Иван Денкоглу, Григор Пърличев, Любен Каравелов, Христо Ботев, като работи в българските, гръцките, румънските и югославските архиви. Трайков проучва културните влияния върху българската интелигенция и връзките ѝ със съседните балкански интелектуални елити.

### Трудове
- Наревъ, Никола. Монастир Прѣчиста.   София, Печатница на С. М. Стайковъ, 1912.
- Кичево в миналото си и сега. Мемоар от делегатите на Кичевския край, София, 1913, 12 с. (авторът не е отбелязан в изданието);
- Исторически материали, А. Спомените на капитан Васил Вълков. Нови документи за въстаническия заговор на българите в Браила през 1843 г., Б. Страданията на капитан Васил Вълков, Известия на Историческото дружество в София, кн. 10, 1930, с. 87-132;
- Николай Гаврилович Чернишевски (1828-1889). Препоръчителна библиография, 1953, 70 с.[12]
- Архив на Г.С.Раковски (съставител), т. 2, 1957, 916 с., т. 3, 1966;
- Братя Миладинови. Преписка. Издирил, коментирал и редактирал Н. Трайков.   София, Българска академия на науките. Институт за история. Издателство на Българската академия на науките, 1964.
- "Участието на българите в гръцката завера от 1821 година", публикувано във в-к "Знаме", год. V, бр. 147-150, София, 1-4 юли 1929 година

## Родословие
|  |  |  |  |  |  |  |  |  |  |  |  |                               |                              |                              |                              | Трайко Нарев                 |                              |  |  |                              |                              |                              |                              |                              |                              |  |  |  |  |  |  |  |  |  |  |  |  |  |  |  |  |  |  |
|  |  |  |  |  |  |  |  |  |  |  |  |                               |                              |                              |                              |                              |                              |  |  |                              |                              |                              |                              |                              |                              |  |  |  |  |  |  |  |  |  |  |  |  |  |  |  |  |  |  |
|  |  |  |  |  |  |  |  |  |  |  |  |                               |                              |                              |                              |                              |                              |  |  |                              |                              |                              |                              |                              |                              |  |  |  |  |  |  |  |  |  |  |  |  |  |  |  |  |  |  |
|  |  |  |  |  |  |  |  |  |  |  |  | Никола Трайков (1888 – 1963)  | Никола Трайков (1888 – 1963) | Никола Трайков (1888 – 1963) | Никола Трайков (1888 – 1963) | Никола Трайков (1888 – 1963) | Никола Трайков (1888 – 1963) |  |  | Стойко Трайков (1876 – 1941) | Стойко Трайков (1876 – 1941) | Стойко Трайков (1876 – 1941) | Стойко Трайков (1876 – 1941) | Стойко Трайков (1876 – 1941) | Стойко Трайков (1876 – 1941) |  |  |  |  |  |  |  |  |  |  |  |  |  |  |  |  |  |  |
|  |  |  |  |  |  |  |  |  |  |  |  | Никола Трайков (1888 – 1963)  | Никола Трайков (1888 – 1963) | Никола Трайков (1888 – 1963) | Никола Трайков (1888 – 1963) | Никола Трайков (1888 – 1963) | Никола Трайков (1888 – 1963) |  |  | Стойко Трайков (1876 – 1941) | Стойко Трайков (1876 – 1941) | Стойко Трайков (1876 – 1941) | Стойко Трайков (1876 – 1941) | Стойко Трайков (1876 – 1941) | Стойко Трайков (1876 – 1941) |  |  |  |  |  |  |  |  |  |  |  |  |  |  |  |  |  |  |
|  |  |  |  |  |  |  |  |  |  |  |  | Веселин Трайков (1921 – 2011) |                              |                              |                              |                              |                              |  |  |                              |                              |                              |                              |                              |                              |  |  |  |  |  |  |  |  |  |  |  |  |  |  |  |  |  |  |
|  |  |  |  |  |  |  |  |  |  |  |  |                               |                              |                              |                              |                              |                              |  |  |                              |                              |                              |                              |                              |                              |  |  |  |  |  |  |  |  |  |  |  |  |  |  |  |  |  |  |
|  |  |  |  |  |  |  |  |  |  |  |  | Весела Трайкова (р. 1957)     |                              |                              |                              |                              |                              |  |  |                              |                              |                              |                              |                              |                              |  |  |  |  |  |  |  |  |  |  |  |  |  |  |  |  |  |  |